# ميشيل فاسكيز
ميشيل فاسكيز (بالإسبانية: Michel Vázquez)‏ (15 مايو 1990 بغوادالاخارا في المكسيك - ) هو لاعب كرة قدم مكسيكي في مركز الهجوم. شارك مع منتخب المكسيك تحت 23 سنة لكرة القدم. أما مع النوادي، فقد لعب مع نادي تيكوس ونادي غوادالاخارا وتيبورونيس روخوس دي فيراكروز وPumas Morelos ‏ وDelfines F.C. ‏ وLobos BUAP ‏ ونادي كيريتارو.

## وصلات خارجية
- ميشيل فاسكيز على موقع قاعدة بيانات كرة القدم.إي يو (الإنجليزية)
- ميشيل فاسكيز على موقع Soccerway.com (الإنجليزية)
- ميشيل فاسكيز على موقع AS.com (الإسبانية)